# Antonio Gaetano Pampani

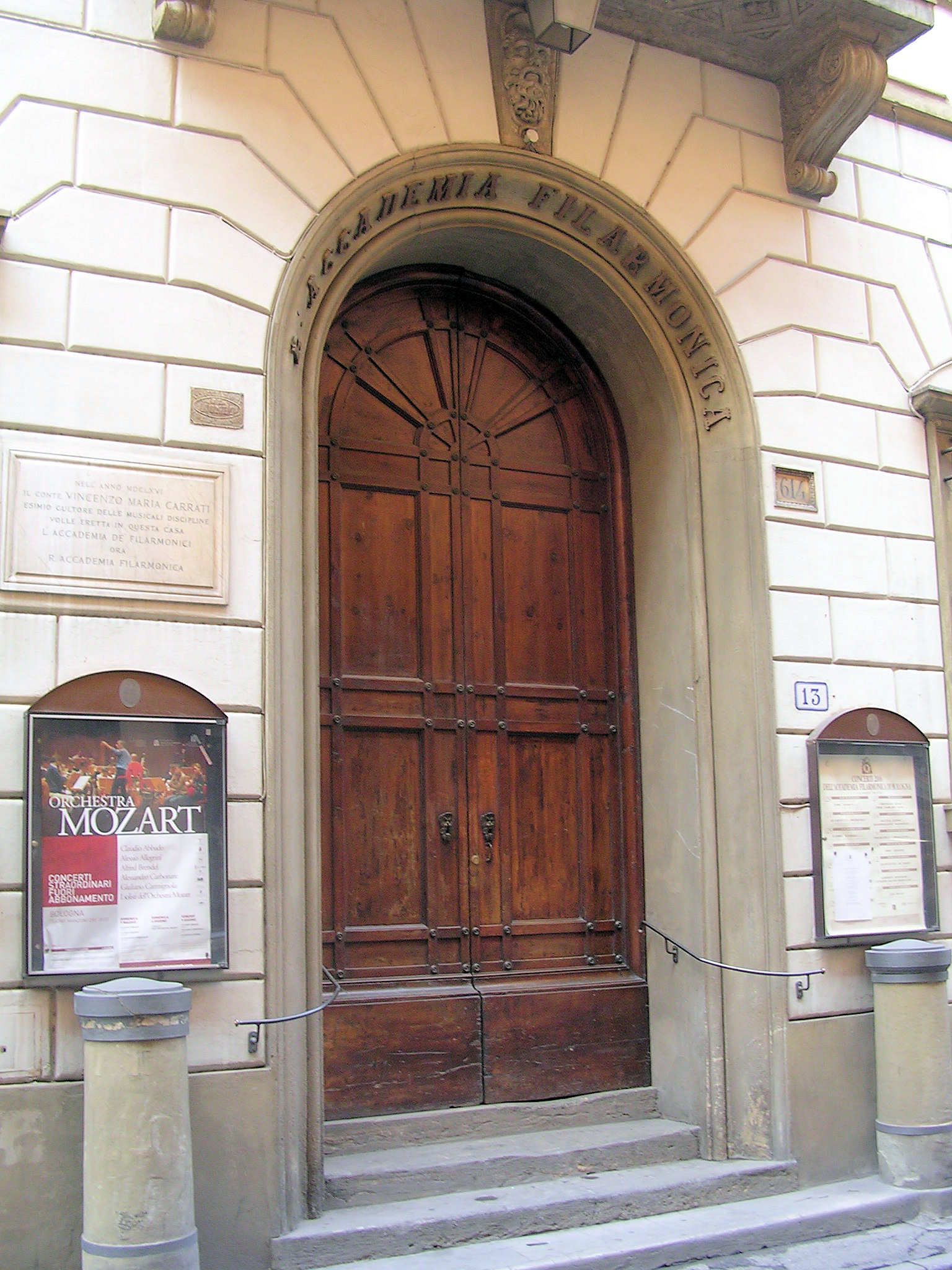
Fachada del Palacio Carrati, sede de la Academia Filarmónica de Bolonia.

Antonio Gaetano Pampani (también llamado Pampino o Pampini) (Módena, 1705–Urbino, diciembre de 1775) fue un compositor italiano que desarrolló su obra a mediados del siglo XVIII, perteneciendo por lo tanto al periodo del barroco tardío de la historia de la música.

## Biografía
La primera noticia que tenemos de Pampani relativa a su actividad musical corresponde al 18 de julio de 1726, cuando fue nombrado maestro de capilla de la catedral de Fano, cargo que no pudo desarrollar plenamente pues al poco tiempo fue contratado por la ópera de Urbino. De hecho, se trasladó a vivir a esta última ciudad prestando escasa atención a la capilla musical de Fano, renunciando definitivamente al cargo a finales de julio de 1734.
Ya desde 1730 comenzó a colaborar con el Teatro del Sole de Pésaro, en el que puso en escena varias óperas de otros compositores, introduciendo en ellas algunas de sus propias arias. Esta colaboración se mantuvo hasta el otoño de 1737 y durante este periodo realizó dos viajes a Venecia, en 1735 y 1737, para representar dos de sus óperas. En 1739 estuvo en Fermo, y en 1740 en Macerata, donde compuso tres  oratorios. Del 1740 al 1746, interrumpe su actividad como compositor, pero no abandona la docencia pues del 1738 al 1746, ejerce como maestro de capilla en la catedral de Fermo.
En 1746, ingresó como miembro de número en la prestigiosa Academia Filarmónica de Bolonia, hecho que marcó un punto de inflexión en su carrera musical al ser reconocido como un importante compositor de óperas serias. A partir de este año, la mayor parte de sus óperas se estrenaron en Venecia, pero también en Roma y Milán. 
En 1749, se trasladó a vivir a Venecia, donde obtuvo el cargo de director de coro y orquesta del célebre Ospedale dei Poveri Derelitti, más conocido como  Ospedaletto, cargo que ocupó hasta el año 1765. En la ciudad de los canales compuso numerosos oratorios y motetes, así como abundantes composiciones sacras para el coro femenino del Ospedaletto. 
El 27 de diciembre de 1767, Pampani fue nombrado maestro de capilla de la catedral de Urbino, cargo del que no tomó posesión hasta el 1 de julio de 1768, pues el compositor estaba ocupado trabajando en la que sería su última ópera,  Demetrio, estrenada en le mes de mayo en Venecia.
Pampani ya no abandonaría Urbino, muriendo en diciembre de 1775. Giuseppe Gazzaniga fue nombrado su sucesor como maestro de capilla de la catedral.

## Formas musicales

### Óperas
- Anexo: Óperas de Antonio Gaetano Pampani

### Oratorios
- Anexo: Oratorios de Antonio Gaetano Pampani